# Жанажолский сельский округ (Жангалинский район)
Жанажолский сельский округ — административно-территориальное образование в Жангалинском районе Западно-Казахстанской области.

## Административное устройство
1. село Жанажол
2. село Киши Айдархан
3. село Сарыколь
4. село Тендик